# İzmir Marşı
„İzmir Marşı“ (česky Smyrnský pochod), jinak známý též jako „İzmir'in dağlarında çiçekler açar“ (Květiny kvetou v izmirských horách) je turecký slavnostní vojenský pochod z roku 1923, který pojednává o vstupu Turecké armády do města Smyrna, během Turecké války za nezávislost v roce 1922.
Skladba vznikla z takzvaného Kavkazského pochodu („Kafkasya Marşı“), který používala Islámská armáda kavkazu, součást ozbrojených sil Osmanské říše, na Kavkazské frontě první světové války. Tento pochod byl poprvé zaznamenán 15. září 1918, když osmanská armáda pod velením ministra války Envera Paši vyhrála bitvu u Baku. Po uchopení moci Mustafou Kemalem v roce 1920 byl pak pochod tureckými vojáky použit na západní frontě při obsazení Smyrny Tureckou armádou 9. září 1922. Nově otextovaná skladba byla poté poprvé zveřejněna v roce 1923.
Skladbu dnes používají Ozbrojené síly Turecka a město Smyrna ji používá jako neoficiální městskou hymnu.

## Autorství skladby
Autor skladby ani textu není známý. Jedním z možných autorů je Izzeddin Hümayi Elçioğlu, který skladbu mohl složit okolo roku 1914. Autorem podobné kompozice z roku 1923 byl německý dirigent Saského státního orchestru Kurt Striegler a autor otextování Mustafa Nermi Bey. K autorství skladby se v roce 1930 hlásil i turecký hudební skladatel Kaptanzâde Ali Rıza Bey. Z důvodu podobnosti skladby s lidovými písněmi Yayla Suyu z oblasti Erzurum ve východním Turecku, písní Oğlan Oğlan Kalk Gidelim, jejíž verze byla zaznamenána i na Krymu a řecké lidové písně "Έχασα μαντήλι με εκατό φλουριά" z oblasti Západní Thrákie, je nejpravděpodobnější, že základní motiv skladby je lidového původu.

## Slova
İzmir’in dağlarında çiçekler açar.
İzmir’in dağlarında çiçekler açar.
Altın güneş orda sırmalar saçar.
Altın güneş orda sırmalar saçar.
Bozulmuş düşmanlar hep yel gibi kaçar.
Bozulmuş düşmanlar hep yel gibi kaçar.
Yaşa Mustafa Kemal Paşa, yaşa;
Adın yazılacak mücevher taşa.
Yaşa Mustafa Kemal Paşa, yaşa.
Adın yazılacak mücevher taşa.
İzmir'in dağlarına bomba koydular,
Türk'ün sancağını öne koydular.
Şanlı zaferlerle düşmanı boğdular,
Kader böyle imiş ey garip ana;
Kanım feda olsun güzel vatana.
İzmir'in dağlarında oturdum kaldım;
Şehit olanları deftere yazdım,
Öksüz yavruları bağrıma bastım,
Kader böyle imiş ey garip ana;
Kanım feda olsun güzel vatana.
Peygamber kucağı şehitler yeri,
Çalındı borular haydi ileri.
Bozuldu çadırlar kalmayın geri,
Yaşa Mustafa Kemal Paşa yaşa;
Adın yazılacak mücevher taşa.
Türk oğluyum ben ölmek isterim;
Toprak diken olsa yatağım yerim;
Allah'ından utansın dönenler geri;
Yaşa Mustafa Kemal Paşa yaşa.
Adın yazılacak mücevher taşa.